# Zhongwei
Zhongwei (chinesisch 中卫市, Pinyin Zhōngwèi Shì) ist eine bezirksfreie Stadt des Autonomen Gebiets Ningxia in der Volksrepublik China mit ca. 1,14 Millionen Einwohnern (Ende 2015) auf einer Fläche von 17.448 km². In dem eigentlichen städtischen Siedlungsgebiet von Zhongwei leben 160.279 Menschen (Zensus 2010). 

## Bevölkerung
Nach der Volkszählun 2020 hatte Zhongwei 1.067.336 dauerhaft ansässige Einwohner. Bei der letzten Volkszählung waren noch 1.080.832 ermittelt worden, was einer Abnahme von 13.496 (−1,25 %) entsprach. 674.385 Personen (63,18 %) gehörten zur Han-Bevölkerung und 392,951 (36,82 %) zu ethnischen Minderheiten. Davon waren nach offiziellen Angaben etwa 390.000 Hui-Chinesen.

## Administrative Gliederung
Die Stadt Zhongwei setzt sich auf Kreisebene aus einem Stadtbezirk und zwei Kreisen zusammen. Diese sind (Stand 2020):
- Stadtbezirk Shapotou - 沙坡头区 Shāpōtóu Qū, mit 399.796 Einwohnern;
- Kreis Zhongning - 中宁县 Zhōngníng Xiàn, mit 334.022 Einwohnern;
- Kreis Haiyuan - 海原县 Hǎiyuán Xiàn, mit 333.518 Einwohnern.

## Infrastruktur
9 Kilometer nordwestlich der Stadt befindet sich der 2008 eröffnete Flughafen Zhongwei Shapotou.

## Sonstiges
Die Zhaobishan-Kupferbergwerksstätte (Zhaobi shan tongkuang yizhi), ein altes Kupferbergwerk aus der Zeit der Han-Dynastie, befindet sich auf dem Gebiet der Stadt. Sie steht seit 2006 auf der Liste der Denkmäler der Volksrepublik China (6-215).